# A Division 1925-1926 (Irlanda)
La stagione 1925-1926 è stata la quinta edizione della League of Ireland, massimo livello del campionato di calcio irlandese.

## Classifica finale
|  | Pos. | Squadra          | Pt | G  | V  | N | P  | GF | GS | DR  |
|  | ---- | ---------------- | -- | -- | -- | - | -- | -- | -- | --- |
|  | 1.   | Shelbourne       | 31 | 18 | 14 | 3 | 1  | 65 | 23 | +42 |
|  | 2.   | Shamrock Rovers  | 29 | 18 | 13 | 3 | 2  | 62 | 21 | +41 |
|  | 3.   | Fordsons         | 27 | 18 | 12 | 1 | 5  | 58 | 31 | +27 |
|  | 4.   | Bohemians        | 20 | 18 | 10 | 2 | 6  | 50 | 28 | +22 |
|  | 5.   | Jacobs           | 18 | 18 | 7  | 4 | 7  | 40 | 48 | -8  |
|  | 6.   | Brideville       | 16 | 18 | 6  | 4 | 8  | 36 | 53 | -17 |
|  | 7.   | Athlone Town     | 15 | 18 | 7  | 1 | 10 | 46 | 56 | -10 |
|  | 8.   | St. James's Gate | 11 | 18 | 4  | 3 | 11 | 33 | 48 | -15 |
|  | 9.   | Bray Unknowns    | 11 | 18 | 4  | 3 | 11 | 34 | 55 | -21 |
|  | 10.  | Pioneers         | 2  | 18 | 1  | 0 | 17 | 21 | 82 | -61 |

Legenda:

         Campione d'Irlanda.
         Ritirata dal campionato.
Note:
Due punti a vittoria, uno a pareggio, zero a sconfitta.
Bohemians penalizzato di due punti, assegnati al Fordsons.

## Statistiche

### Primati stagionali
| Record - Maggior numero di vittorie: Shelbourne (14) - Minor numero di sconfitte: Shelbourne (1) - Miglior attacco: Shelbourne (65) - Miglior difesa: Shamrock Rovers (21) - Miglior differenza reti: Shelbourne (+42) - Maggior numero di pareggi: Jacobs e Brideville (4) - Minor numero di vittorie: Pioneers (1) - Maggior numero di sconfitte: Pioneers (17) - Peggiore attacco: Pioneers (21) - Peggior difesa: Pioneers (82) - Peggior differenza reti: Pioneers (-61) |

### Classifica marcatori
| Gol |  |  | Giocatore     | Squadra         |
| --- |  |  | ------------- | --------------- |
| 24  |  |  | Billy Farrell | Shamrock Rovers |
| 18  |  |  | John Simpson  | Shelbourne      |
| 17  |  |  | Jim Sweeney   | Athlone Town    |